# Carmine (Cannobio)
Pour les articles homonymes, voir Carmine.
Carmine est une frazione de la commune de Cannobio dans la province du Verbano-Cusio-Ossola de la région Piémont. Elle est divisée en deux partie : Carmine Superiore, un bourg médiéval typique, situé en hauteur et accessible uniquement à pied, dans lequel se trouve une église dédiée à saint Gothard, et Carmine Inferiore qui se trouve au bord du lac Majeur à environ 3 kilomètres de Cannobio,.